# Lôi khoai
Lôi khoai (danh pháp hai phần: Gymnocladus angustifolius) là một loài thực vật có hoa trong họ Đậu. Loài này được (Gagnep.) J.E.Vidal miêu tả khoa học đầu tiên.
Cây lá đỏ ở Bảo Lộc là cây có tên khoa học là Lôi Khoai, một loài cây gỗ rụng lá vào cuối đông rồi nảy lộc vào giữa mùa xuân, có thể cao 20 – 30 m. Lá kép lông chim chẵn hai lần, cuống cấp một dài 25 – 40 cm, mang 4 – 6 cặp cuống cấp hai, mỗi cuống mang 8 – 12 cặp lá chét thon, dài 3 – 5 cm. Hoa dạng chùm dài 5 cm, có lông phủ dày, tràng hoa tim tím, 10 nhị. Quả dạng quả đậu, nâu đen, dài 12 cm, chứa 4 – 8 hạt, kích thước hạt 15 x 12 mm.
Do cây có lá kép lông chim, dạng như lá cây Lim xanh, nhưng khi non có màu đỏ son chói lọi, nên anh em lâm nghiệp ở Vườn QG Bạch Mã đã gọi nó là “Lim lửa”. Cái tên này cũng hay, vì chính nhà thực vật học người Pháp Gagnepain xếp nó vào chi Lim xanh – Erythrofloeum (Lim xanh) với tên khoa học là Erythrofloeum angustifolium (Gagn) và từ đó cũng đã có nhiều người gọi là Lim lá thắm, thậm chí là Lim xanh lá thắm.
Khi nhìn màu sắc đỏ thắm của loài cây này từ xa, người ta mường tượng như những cây Phong ở Nhật Bản, Hàn Quốc… hay cây Thích nảy lộc vào xuân ở đỉnh núi Bảo Lộc. Không ít du khách đã dừng xe, chọn góc nhìn để lấy cho được vài ba kiểu ảnh. Càng chụp cận cảnh, người chụp càng ngạc nhiên. Bởi khi thoạt nhìn cứ tưởng một vòm hoa nở rộ của một loài cây gì đó, nhưng khi nhìn kỹ qua những tấm hình đặc tả mới hiểu rằng đó là màu lá.